# Олейников, Иван Денисович
Иван Денисович Олейников (1910 год — 1984 год, Грозный) — передовик производства, старший мастер по сложным работам треста «Грознефтеразведка». Герой Социалистического Труда (1959). Почётный нефтяник СССР.

## Биография
Трудовую деятельность начал в 1931 году в объединении «Грознефть». Работал буровым рабочим, помощником бурильщика, бурильщиком и буровым мастером. В 1942 году был призван на фронт. В 1943 году демобилизовался, после чего работал старшим буровым мастером в тресте «Старогрознефть». В 1949—1950 годах находился в командировке в Чехословакии. С 1950 года по 1966 год работал старшим буровым мастером в тресте «Грознефтеразведка».
В 1959 году был удостоен звания Героя Социалистического Труда «за выдающиеся успехи, достигнутые в деле развития нефтяной и газовой промышленности».
С 1966 года начальник военизированной части по предупреждению и ликвидации нефтяных фонтанов Министерства нефтяной промышленности СССР.
Похоронен в Грозном. Захоронение является памятником регионального значения. По данным от 2010 года находится в неудовлетворительном состоянии В декабре 2019 года захоронение восстановлено на кладбище
"Турбина".

## Награды
- Герой Социалистического Труда — указом Президиума Верховного Совета СССР от 19 марта 1959 года;
- Орден Ленина
- Медаль «За оборону Кавказа»